# ویلی سارگسیان
ویلی واهانی سارگسیان (ارمنی: Վիլլի Վահանի Սարգսյան؛  زادهٔ ۳۱ دسامبر ۱۹۳۰) آهنگساز و موسیقی‌دان اهل ارمنستان است.

## زندگی‌نامه
وی در ۳۱ دسامبر ۱۹۳۰ در ایروان به دنیا آمد و از کنسرواتوار دولتی کومیتاس ایروان فارغ‌التحصیل گشت. وی همچنین برنده جوایزی همچون هنرمند مردمی ارمنستان شوروی شد.